# Catedral de York
La catedral de York (del inglés: York Minster) es una catedral de estilo gótico, situada en la ciudad de York en el norte de Inglaterra. Es un edificio de grandes dimensiones que constituye la catedral gótica más grande del norte de Europa. Es la catedral de la diócesis de York y sede de su arzobispado, segundo en importancia de la Iglesia de Inglaterra. Su nombre completo es "Catedral e iglesia metropolitana de San Pedro en York". En inglés, la denominación como «York Minster» hace referencia al título honorífico de minster, que corresponde a iglesias de fundación monástica en época anglosajona.
La amplia nave y la sala capitular son de estilo gótico inglés decorado, el coro es de estilo gótico perpendicular y el transepto gótico primitivo inglés. En la nave se encuentra la vidriera West Window, construida en 1338 y sobre la capilla de la Virgen (Lady Chapel) en el este, se encuentra la Great East Window, terminada en 1408.

## Arquitectura del edificio

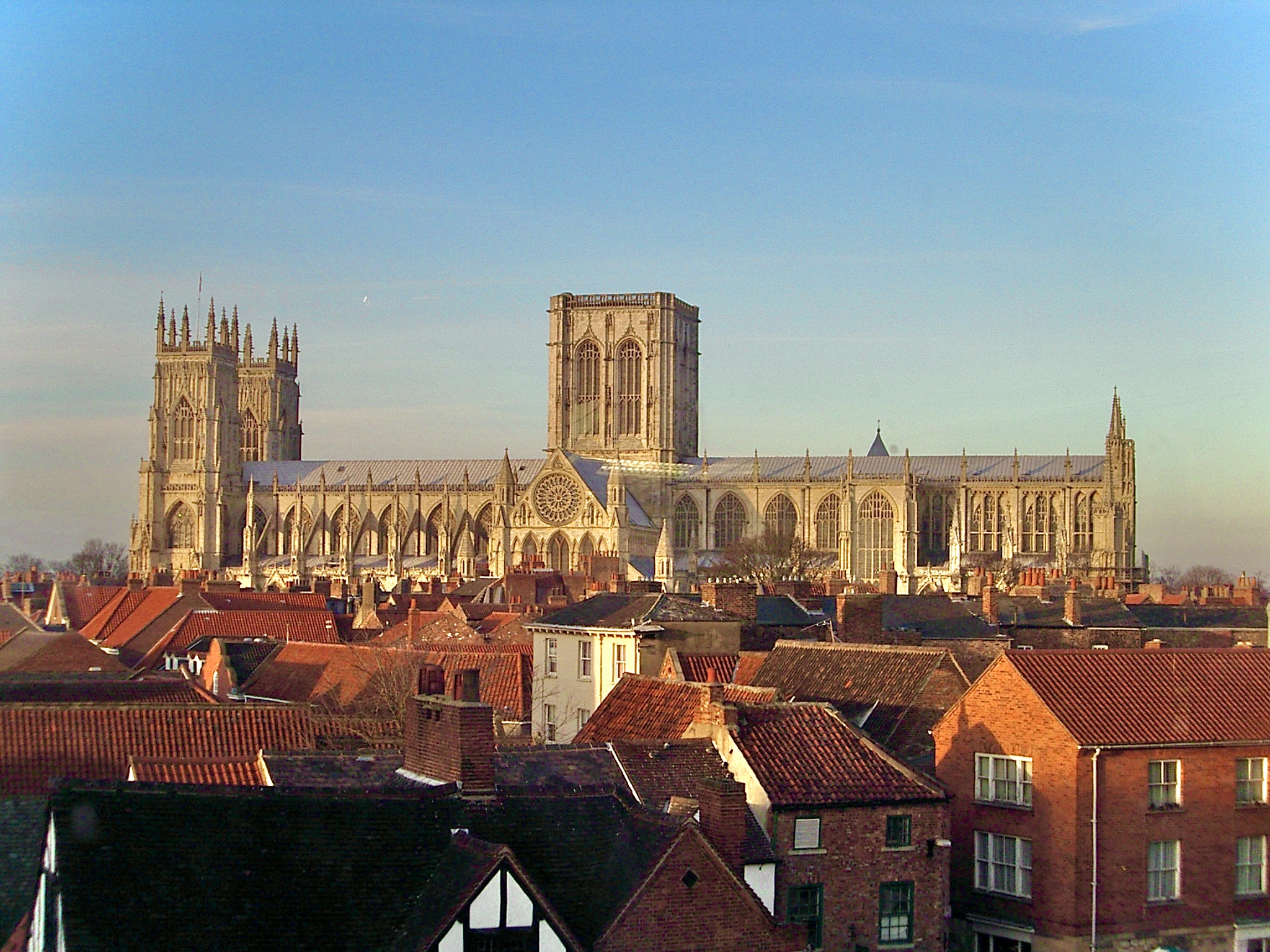
Vista lejana de la catedral

### Transepto
El transepto es la parte más primitiva de la actual edificación y su construcción se produjo entre 1220 y 1270, se encuentra orientado de norte a sur. En la parte norte se sitúa la vidriera de las cinco hermanas, cinco ventanales contiguos de forma ojival de más de 16 metros de altura. En la parte sur se localiza un famoso rosetón, cuyos cristales datan de alrededor del año 1500 y que conmemoran la unión de las casas reales de York y de Lancaster. La cubierta del transepto es de madera, la de la parte sur se quemó en el incendio de 1984 y fue reemplazada en los trabajos de restauración que se llevaron a cabo.

### Sala capitular
Los trabajos de la sala capitular y el vestíbulo que la comunica con el transepto, se comenzaron después de acabado la construcción completa del transepto.
Su estilo es de los primeros ejemplos del estilo gótico decorado o gótico curvilíneo inglés (decorated period), de patrones geométricos que se utilizaron en la tracería de las ventanas, que son más amplias que las realizadas hasta entonces.
Sin embargo, el trabajo se terminó antes de la aparición del Arco conopial, en forma de doble S tumbada que se utilizó ampliamente en el final de este período. Las ventanas abarcan casi todo el espacio superior de la pared, llenando de luz la sala capitular. La forma de esta sala es octogonal, como en muchas otras catedrales, pero en este caso es destacable la ausencia de columna central que sostenga la techumbre. La cubierta de madera, fue un diseño innovador, es suficientemente ligero para poder ser soportado por los contrafuerte. La sala se encuentra decorada con esculturas de cabezas, estas representan unas de las mejores representaciones de escultura gótica del país, son cabezas humanas, no hay dos iguales, ángeles, animales y grotescas. Exclusivo del transepto y la sala capitular es el uso de mármol de las canteras de Purbeck para adornar los pilares, que se añade a la riqueza de la decoración.

### Nave

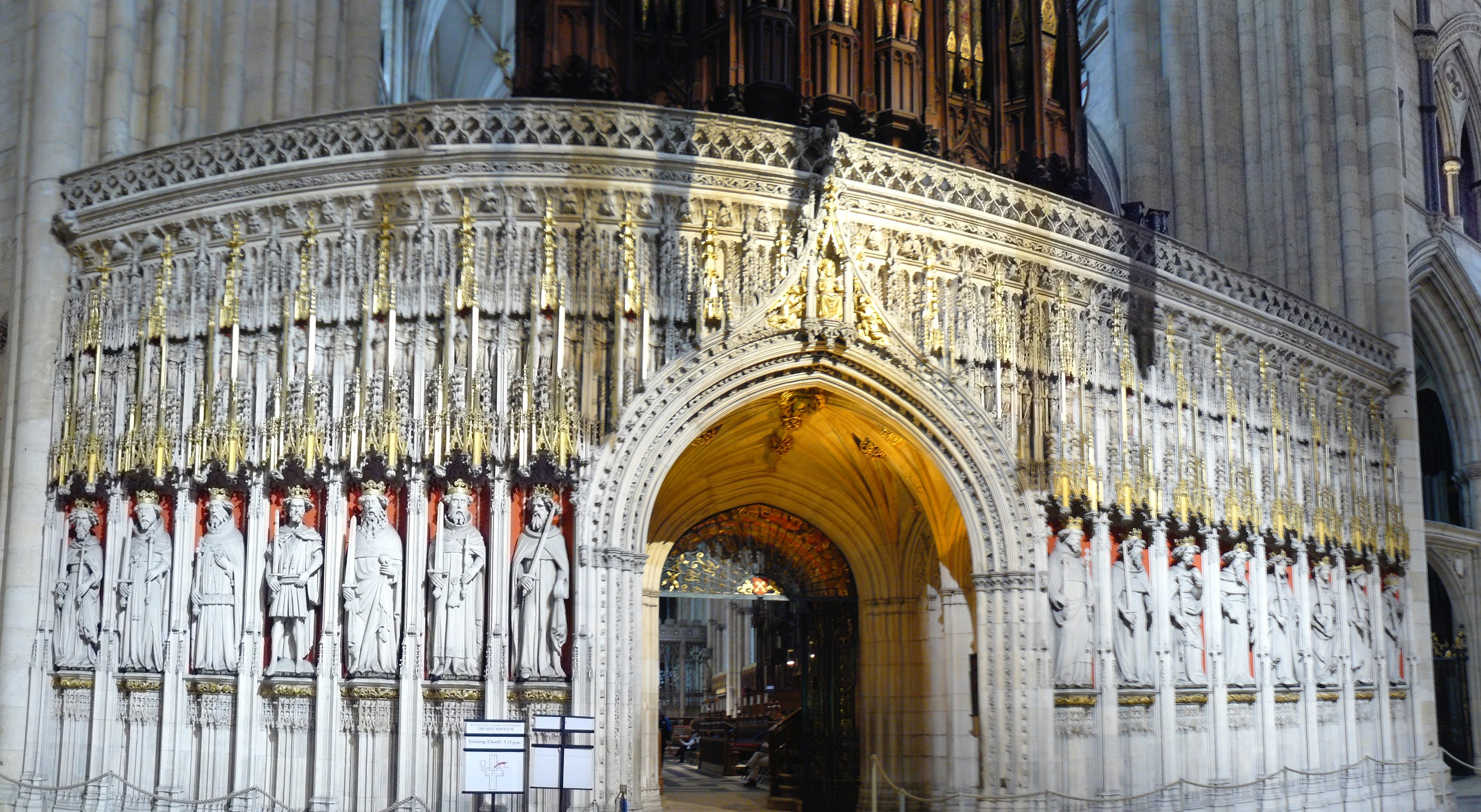
Vista de la entrada al coro.

La nave fue construida entre 1291 y 1350 en estilo gótico. Es una nave amplia, la más amplia de Inglaterra y tiene cubierta de madera, aunque pintada con apariencia de piedra y las naves laterales tienen bóveda de piedra. En su extremo oeste se encuentra La Gran ventana del Oeste, conocida como 'Heart of Yorkshire' (el corazón de Yorkshire).
La parte más oriental de la catedral fue construida entre 1361 y 1405 en estilo gótico perpendicular. A pesar del cambio de estilo perceptible en detalles como la tracería y los capiteles, esta ala preserva el mismo patrón del resto de la nave.

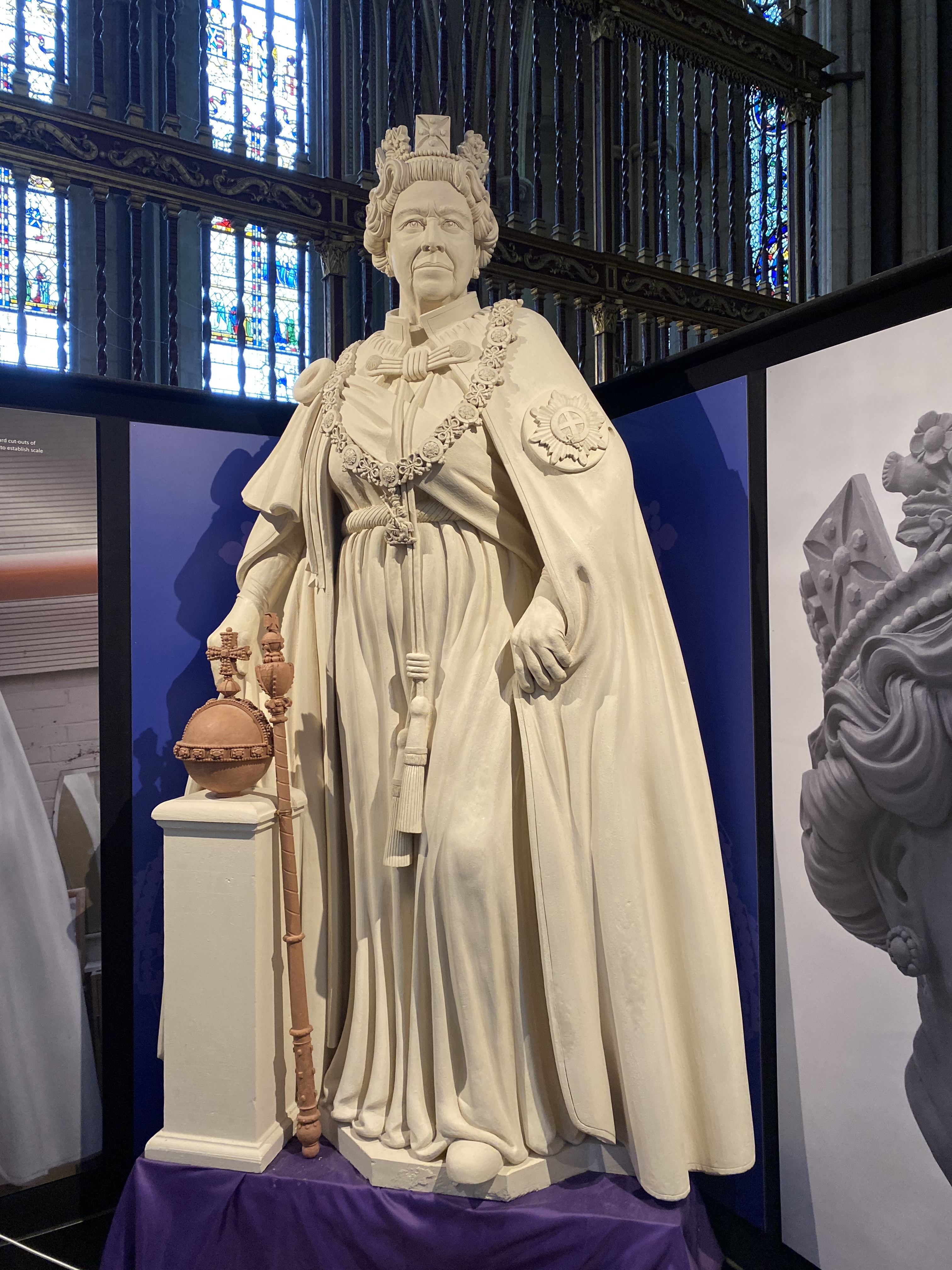
Memorial de la reina Isabel II en el pasillo central de la catedral de York.

La Torre Central escasamente decorada fue construida entre 1407 y 1472 y está también en estilo perpendicular. Por debajo de esta, separando el coro de la nave, se localiza una celosía  que contiene esculturas de los reyes de Inglaterra, desde Guillermo el Conquistador a Enrique VI. Por encima se encuentra el órgano, que data de 1832. Las Torres de Oeste, en contraste con la torre central, están muy decoradas y están rematadas con almenas y pináculos.
Detrás del altar mayor se sitúa La Gran ventana del este, (the Great East Window), terminada en 1408, la mayor extensión de vidrieras medievales de Gran Bretaña.